# Жељка Цвјетан
Жељка Цвјетан-Гортински (Београд, 5. јун 1963) српска и америчка је позоришна и филмска глумица.

## Биографија
Завршила је Дванаесту београдску гимназију. Након тога је паралелно конкурисала за Филолошки факултет и Факултет драмских умјетности. Примљена је на оба али је љубав према глуми превагнула. Дипломирала је глуму на Факултету драмских умјетности у Београду 1984. Своју професионалну каријеру започела је још на другој години студија као глумица у многим сценским, филмским, радио и телевизијским продукцијама. Била је стални члан „Београдског драмског позоришта“. Сарађивала је са неким од највећих режисера у бившој СФР Југославији: Душаном Јовановићем, Слободаном Унковским, Дејаном Мијачом и Егоном Савином. Глумила је у успјешним ТВ мини серијама "Заборављени", "Сиви дом" и "Портрет Илије Певца", као и у играним филмовима, "Октоберфест", "Игмански марш" и "Проклета је Америка" у сегменту „Шангарепо, ти не растеш лепо”.
Прославила се улогом у "Сивом дому". Са породицом, јула 1991. године одлази у Лос Анђелес, САД. За Бориса Гортинског се удала 1. децембра 1984. године. Иако је требало да буде краћи боравак, због избијања ратних сукоба у СФРЈ, тачније у Словенијии одлучила је да остане. Запослила се прво као конобарица, да би касније усавршила школовање и 1997. године магистрирала позоришну умјетност на Калифорнијском државном универзитету. Радила је на Америчкој глумачкој академији, гдје је била асистент. Радила је као преводилац и професор српског језика. У САД је, поред осталих, глумила у серији "Judging Amy" и филмовима "War of the Angels", као и "Robbery Homicide Division". Активни је члан Српске православне цркве у САД. Објавила је аудио-књигу српских народних пјесама под називом "Бисерне сузе". Живи и ради у Лос Анђелесу.